# Liza Veiga
Liza Veiga é uma cantora portuguesa.

## Percurso
Em 1992, Liza Veiga iniciou a sua carreira artística como atriz e cantora no Teatro C.A.C., de Torres Vedras. Em 2001, gravou um álbum de música ligeira, apresentando-o em espetáculos por todo o país e estrangeiro, assim como em várias atuações televisivas.
Demonstrando grande apetência para o canto lírico, pelo qual optou, iniciou os seus estudos na Escola de Música do Conservatório Nacional de Lisboa, na classe do cantor e professor José Carlos Xavier.
Realizou concertos no Salão Nobre do Conservatório Nacional, Salão Nobre do Palácio Foz, Museu da Música, Igreja de São Sebastião (Setúbal), Salão Nobre dos Paços do Concelho de Setúbal, entre outros.
Integrada num projeto do Atelier de Opera da EMCN, realizou cerca de doze récitas da Ópera “Die Zauberflöte”, de Mozart , interpretando a personagem da Rainha da Noite, no Teatro da Trindade , Quinta da Regaleira, Palácio da Ajuda, e Quinta da Bacalhoa, com encenação de Jorge Listopad.
Interpretou a personagem Despina, da ópera “Cosi fan tutti”, de Mozart, apresentada no Jardim de Inverno do Teatro São Luíz e no Cine - Teatro D. João V, na Amadora, com encenação de Jorge Listopad.
Participou num concerto Lírico como solista no Festival Internacional FIAR, em Palmela.
Cantou a protagonista Kate, do Musical de Cole Porter “Kiss-me Kate”, no Teatro de São
Luíz, integrado na série Os Grandes Mestres do Musical Americano, dirigidos por Nuno
Feist, com encenação de João Pereira Bastos.
Esteve em tourné na Alemanha com a Karl-Heinz Stracke Inter - World Production,
protagonizando Christine, da opereta “Das Phantom der Oper”, em versão alemã,
havendo atuado na Filarmónica de Munique, Teatro de Hannover, Teatro Ópera de Sttutgart,
Teatro Ópera de Frankfurt, Schiller Theater em Berlim, entre muitos outros.

Como cantora lírica lança em 2005 o seu primeiro álbum, gravado na República Checa
produzido pela Chiado Records e editado pela Som Livre (Sony Music) acompanhada
pela Czech Chamber Philarmonic Orchestra, havendo já realizado inúmeros concertos
em salas e Palácios de Portugal, nomeadamente o Palácio da Bolsa do Porto, na ilha da Madeira na Sala Ursa Menor, Palácio da Pena, Palácio de Xabregas, Casino Lisboa, entre outros.

Foi artista convidada da estação televisiva nacional SIC para participar na “Gala Sangue Latino”, onde pode exibir outras capacidades vocais para além do registo lírico, tal como também a sua aptidão para a dança, e também na mesma condição de artista convidada da mesma estação televisiva comemorou o décimo terceiro aniversário da
mesma apresentando vários temas musicais, com a direção musical de Nuno Feist, e artística de Henrique Feist.

Representou Portugal no Festival Internacional de Música Religiosa 2006 em Valência acompanhada pela Orquestra de Câmara “Cascais e Oeiras”, apresentando Oratórias de Mozart, e duas peças igualmente de Oratória de dois compositores Portugueses, João de Sousa Carvalho e Marcos Portugal, sob a  direção do Maestro Nikolay Lalov, tendo ainda, com o mesmo repertório e orquestra, realizado mais dois concertos de Páscoa, na Igreja de S. Domingos de Rana e Igreja de Paço D’Arcos.
Fez, durante o Verão de 2007 no sul de Portugal, em parceria com a Orquestra do Algarve e a ACTA (A Companhia de Teatro do Algarve) a ópera ”O Empresário” de Mozart, protagonizando o personagem Madame Hertz, encenada por Paulo Matos e dirigida pelo Maestro Osvaldo Ferreira.

Foi a artista clássica convidada para as Festas do Mar em Cascais no Verão de 2008 atuando com a Orquestra de Câmara de Metais com o Maestro Simon Watsworth.
Entre Setembro de 2008 e Janeiro de 2009 esteve em cena como atriz e cantora com a peça “Dom Quixote”, encenada por Andrzej Kowalski e produzida pela ACTA, (A Companhia de Teatro do Algarve).
Em Janeiro de 2009 foi a solista dos concertos de Ano Novo, acompanhada pela Orquestra de Câmara de Cascais e Oeiras, dirigida pelo Maestro Nicolay Lalov.
Esteve em cena, como cantora e atriz com a peça “Ardente – Memorial a Pedro e Inês de Portugal”, produzida pela ACTA (A Companhia de Teatro do Algarve), com encenação de Leszek Madzik.
A presença de Liza Veiga, marcou uma estreia no percurso deste encenador, tendo sido a primeira vez utilizada voz ao vivo,  numa produção do conceituado encenador. Com esta produção, integrou o Festival Internacional de Teatro da Polónia, no  Konfrontage Teatralne em Lublin e Ogólnopolski Festival Teatrow Lalek em Opole ficando conhecida pelos media Polacos como "A menina que encantou Berlim".
Em 2015 ganha e trás para Portugal, o prémio Internacional Fox Music Awards USA 2014, para a melhor voz, na categoria Lyric Fusion.
Neste mesmo ano, faz a Feira Gastronómica Do Caniço, na Ilha da Madeira, participando pelo segundo ano consecutivo,  na “Gala Sem Preconceito” no Cinema São Jorge, bem como na Gala dos Conselheiros da Visão no Casino Estoril. No mesmo ano, foi também a cantora oficial da Gala da AMI.
Em 2016, encerra a XXI Gala de Homenagem aos Bombeiros de Portugal e, sob a direção do Maestro Armindo Pereira Luís, acompanhada pela Orquestra de Câmara da GNR, participou na Gala Humanitária “Spirit To Serve Our Communities”
Foi também a cantora oficial de duas Galas AHRESP, em 2016/2018, participou nas Homenagens às Missões Olímpicas 2018/19, cantou os “100 Anos da EPAL” e participou igualmente na abertura da Web Summit Energiers Galp.  Atuou ainda na inauguração da Nova SBE Executive Education, acompanhada pela Orquestra de Câmara de  Cascais e Oeiras, sob a Direção do Maestro Nicolay Lalov.
Em 2019, novamente ligada ao Teatro participa na peça de comédia “Menage”, encenada por Filipe Salgueiro.
Em 2020 estreia no Casino Estoril, o projecto Madrediva, no qual Liza Veiga funde em palco o fado e o canto lírico.  

## Discografia
- Liza (CD, 2001)
- Liza Veiga (CD, Chiado/Sony, 2005)